# Champdolent
Champdolent là một xã trong tỉnh Charente-Maritime tổng Saint-Savinien trong vùng Nouvelle-Aquitaine, tây nam nước Pháp. Xã Champdolent nằm ở khu vực có độ cao trung bình 6 mét trên mực nước biển.
Sông Boutonne tạo thành ranhgiowis phía tây và bắc của xã.

## Dân số
| Năm  | Dân số | Mật độ |
| ---- | ------ | ------ |
| 1962 | 366    | -      |
| 1968 | 375    | -      |
| 1975 | 332    | -      |
| 1982 | 299    | -      |
| 1990 | 328    | -      |
| 1999 | 372    | 30/km² |